# Pterolophia obliquevittipennis
Pterolophia obliquevittipennis là một loài bọ cánh cứng trong họ Cerambycidae.